# Villaroux
Villaroux település Franciaországban, Savoie megyében. Lakosainak száma 191 fő (2022. január 1.). Villaroux La Chapelle-Blanche, Détrier, Les Mollettes, Saint-Pierre-de-Soucy és Valgelon-La Rochette községekkel határos.

## Népesség
A település népessége az elmúlt években az alábbi módon változott:
| Lakosok száma | 226  | 216  | 219  | 203  | 198  | 193  | 189  | 190  | 191  |
|               | 2013 | 2015 | 2016 | 2017 | 2018 | 2019 | 2020 | 2021 | 2022 |